# 笠井雄太
笠井 雄太（かさい ゆうた）は、日本の作曲家、編曲家。Elements Garden所属。長野県出身。

## 提供作品

### アーティスト
- 藤川千愛
  - オレンジ（編曲）
  - 昨日のあたしに負けたくないの（編曲）
- 深瀬美桜
  - ジャンプ（作曲・編曲）

### アニメ・ゲーム
- サンリオ男子[2]
  - 青春インターリュード（編曲）/ OP主題歌
  - Now on dream!（編曲）/ ED主題歌
  - 心に花束を（編曲）
- Dance with Devils My Carol
  - 光れCAROL（編曲）/OP主題歌
- 金色ラブリッチェ
  - Golden Mission -Symphonic Bailar-（編曲）
- ヴィジュアルプリズン
  - HEART JACK（編曲）[3]
- うたの☆プリンスさまっ♪
  - ウルトラブラスト（編曲）/ 劇場版『うたの☆プリンスさまっ♪ マジLOVEキングダム』挿入歌[4][5]
  - 恋の温度–melt into one–（作曲・編曲）
  - 人生 on Sparking!（編曲）
  - I am here.（編曲）
  - 月ノ唄（作曲・編曲）
  - Sweet Kiss（編曲）
  - Beside you（作曲・編曲）
  - Dream Maker（作曲・編曲）
  - Grateful friends, Graceful ways（作曲・日高勇輝と共編曲）[6]
- GHOST CONCERT[7]
  - 花は夢みるだけじゃない（編曲）
  - 凛として乙女（作曲・編曲）
  - Vivid Violent Storm（編曲）
  - 愛しのマイ'にゃあ'ーリン（作曲・編曲）
  - Truth To One Belief（編曲）
  - 絶頂★レゾンデートル（編曲）
- 戦姫絶唱シンフォギアXV
  - 六花繚乱（菊田大介と共編曲）
  - 未熟少女Buttagiri！（編曲）
  - Angelic Remnant（菊田大介と共編曲）
  - また逢う日まで（編曲）
  - 君が泣かない世界に（編曲）
- 戦姫絶唱シンフォギアXD UNLIMITED
  - SONG FOR THE WORLD（作曲・編曲）
- BanG Dream! オリジナル曲
  - ふわふわ☆ゆめいろサンドイッチ（作曲・編曲）
  - ハイファイブ∞あどべんちゃっ（作曲・編曲）
  - はれやか すこやか ぴかりんりん♪（作曲・編曲）
  - あっつあつ 常夏 らぶ☆サマー！（作曲・編曲）
  - おもいでイルミネーション（作曲・編曲）
  - 開けたらDream!（作曲・編曲）
  - TITLE IDOL（作曲・編曲）
  - 絆色のアンサンブル（作曲・編曲）/ 劇場版『BanG Dream! FILM LIVE 2nd Stage』アンコール楽曲
  - 星の約束（作曲・編曲）/ 劇場版『BanG Dream! ぽっぴん'どりーむ！』ED主題歌[8]
  - ピコたるもの、ふぃーばー！（藤田淳平と共編曲）/ アニメ『BanG Dream! ガルパ☆ピコ ふぃーばー！』主題歌
  - ドラマチック！アライブ（作曲・編曲）
- BanG Dream! カバー曲
  - はなまるぴっぴはよいこだけ（編曲）
  - ロメオ（編曲）
  - 世界は恋に落ちている（編曲）
  - 君じゃなきゃダメみたい（編曲）
  - メランコリック（編曲）
  - GLAMOROUS SKY（編曲）
  - みくみくにしてあげる♪【してやんよ】（編曲）
  - Life Will Change（編曲）
  - 夏祭り（編曲）
  - DISCOTHEQUE（編曲）
  - 君に届け（編曲）
  - 回レ！雪月花（編曲）
  - オトモダチフィルム（編曲）
  - 檄！帝国華撃団（編曲）
  - StaRt（編曲）
  - チェリボム（編曲）
  - 恋愛裁判（編曲）
  - 上海ハニー（編曲）
  - ミュージック・アワー（編曲）
  - からくりピエロ（編曲）
  - ブルーバード（編曲）
  - 創聖のアクエリオン（編曲）
  - GO!!!（編曲）
  - POP TEAM EPIC（編曲）
  - Bad Apple!! feat. nomico（編曲）
  - 群青日和（編曲）
  - UNION（編曲）
  - final phase（編曲）
  - シル・ヴ・プレジデント（編曲）
  - 曇天（編曲）

- プリンセッション・オーケストラ
  - OVER THE BLAZE（作曲・編曲）[9]

### その他
- ディズニー声の王子様 楽曲[10]
- 舞台「Dance with Devils Fermata」
  - 運命（編曲）
- 舞台「劇団シャイニング from うたの☆プリンスさまっ♪『ポラリス』」
  - ALIVE（編曲）
- 舞台「劇団シャイニング from うたの☆プリンスさまっ♪『Pirates of the Frontier』」
  - A Worthy RIVAL（作曲・編曲）
- 舞台「劇団シャイニング from うたの☆プリンスさまっ♪『SHINING REVUE』」
  - BLACK or WHITE?（編曲）